# Caciomorpha plagiata
Caciomorpha plagiata là một loài bọ cánh cứng trong họ Cerambycidae.